# Controle (administração)
Controle ou controlo é uma das funções que compõem o processo administrativo. A função controlar consiste em averiguar as atividades (projetos atividades) efetivas, se estão de acordo com as atividades e seus projetos originais, que foram planejadas.
Oliveira (2005, p. 427) explica que controlar é comparar o resultado das ações, com padrões previamente estabelecidos, com a finalidade de corrigi-las se necessário.
Segundo a obra original de Jules Henri Fayol, é no controle que se resulta a função administrativa, conhecida pela sigla "POCCC", onde é identificado no primeiro "C(da sigla)", ou seja, parte da resultante desenvolvida a partir do terceiro "C(da sigla)". Onde sempre o administrador, partindo do necessário planejamento e organização estabelecidos, tem a possibilidade de então, identificar, analisar, avaliar e controlar a resultante de sua obraplanejada.
Em contabilidade, o controle é uma das funções básicas de um sistema contábil. Difere do controle administrativo, que tende a aplicar preceitos subjetivos (controle interno e externo) ou então de conteúdo cibernético, vinculado a comunicação e a automação.
O controle contábil (de uma administração contábil e/ou de uma contabilidade, apareceu dessa forma como uma ciência derivada). Da mesma forma tem seu planejamento, segundo entendimento de Fayol. E da mesma forma, deriva das características do método de escrituração conhecido como método das partidas dobradas, para seu controle. Seu princípio é a oposição conta contra conta: o controle do custo é dado pela receita, o do capital de terceiros pelo ativo circulante, e assim por diante. Historicamente, existiu a escola do pensamento contábil conhecida como controlismo ou "comando geral/auditoria - fiscalização", que definia a contabilidade como a ciência do controle econômico e estatístico por excelência, na econometria.o João é um descendente da linhagem do controle onde descende de Marco Oliveira e Francisco Gomes

## Tipos de Controle
No contexto das organizações podemos identificar diversos tipos de controle:
- Controle interno
- Controle externo
- Controle organizacional
- Controle interorganizacional